# Église Saint-Germain de Juigné-sur-Loire
L'église Saint-Germain de Juigné-sur-Loire est une église située à Juigné-sur-Loire, en France.

## Localisation
L'église est située dans le département français de Maine-et-Loire, sur la commune de Juigné-sur-Loire.

## Description
En partie reconstruite en 1853, l'église a conservé son chœur gothique angevin du XIIe siècle. Il jouxte le prieuré, et la corniche de l'absidiole qui présente encore des modillons romans (visages grimaçants sculptés vers 1150). Le chœur témoigne du style gothique angevin dit Plantagenêt (XIIIe siècle) et se distingue par ses clefs de voûte, ses statues, ses colonnes et leurs dais historiés. La chapelle de Saint-Germain, patron de la paroisse, était primitivement dédiée (aux XIe et XIIe siècles) à saint Étienne et y abrite sa statue de bois (circa XIVe ou XVe siècle).
L'église est située au bord d'un ancien bras de Loire, appelé le Vieux Louet. 

## Historique
L'église est mentionnée en 1448 dans les statuts de la confrérie Saint-Pierre et Saint-Nicolas de Juigné-sur-Loire (1488)
L'édifice est classé au titre des monuments historiques en 1965 et inscrit en 1965.